# Бібліотека Центральна наукова сільськогосподарська в Харкові
Бібліоте́ка Центра́льна науко́ва сільськогоспо́дарська в Ха́ркові — організаційно-методичний центр мережі сільськогосподарських бібліотек України. 
Заснована в 1921 з фондом 1 007 книг. З 1956 перебуває у віданні Української академії с/г наук. На 1 січня 1959 книжкові фонди бібліотеки налічували до 300 000 одиниць з усіх галузей с/г та його історії в Україні. 
Бібліотека обслуговувала навчальні с/г заклади, державні та колгоспні дослідні с/г станції, працівників колгоспів і радгоспів УРСР. 
Сприяла вивченню і популяризації новітніх даних науки та передового досвіду в СРСР і за кордоном, видаючи реферативно-бібліографічні збірники, таблиці, діаграми, організовуючи виставки.